# فرودگاه بین‌المللی لورتو
فرودگاه بین‌المللی لورتو (به انگلیسی: Loreto International Airport) یک فرودگاه همگانی مسافربری با کد یاتا LTO است که یک باند فرود آسفالت دارد و طول باند آن ۲۲۰۰ متر است. این فرودگاه در کشور مکزیک قرار دارد و در ارتفاع ۱۰ متری از سطح دریا واقع شده است.